# Singel (Amsterdam)

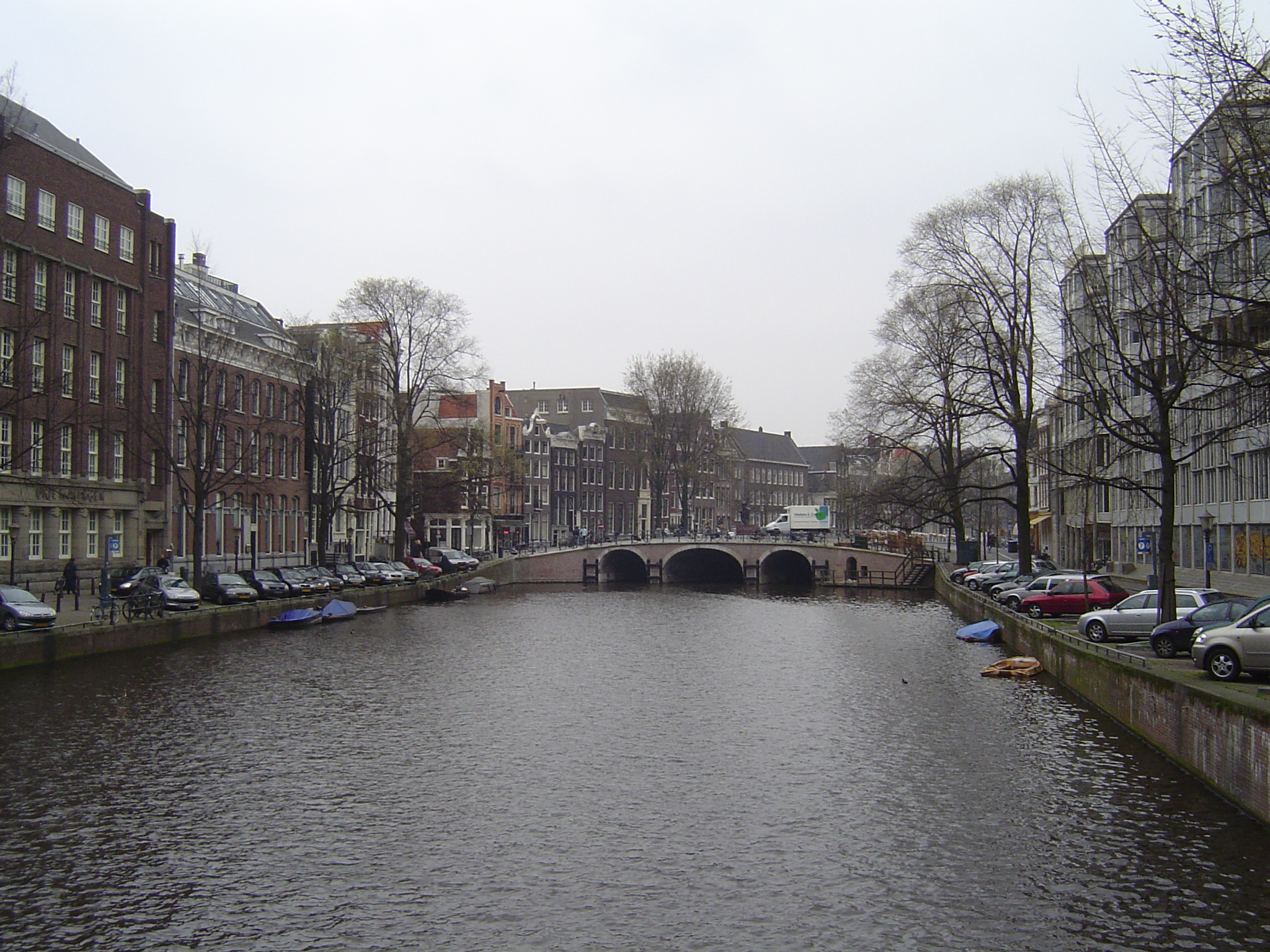
Canalul Singel

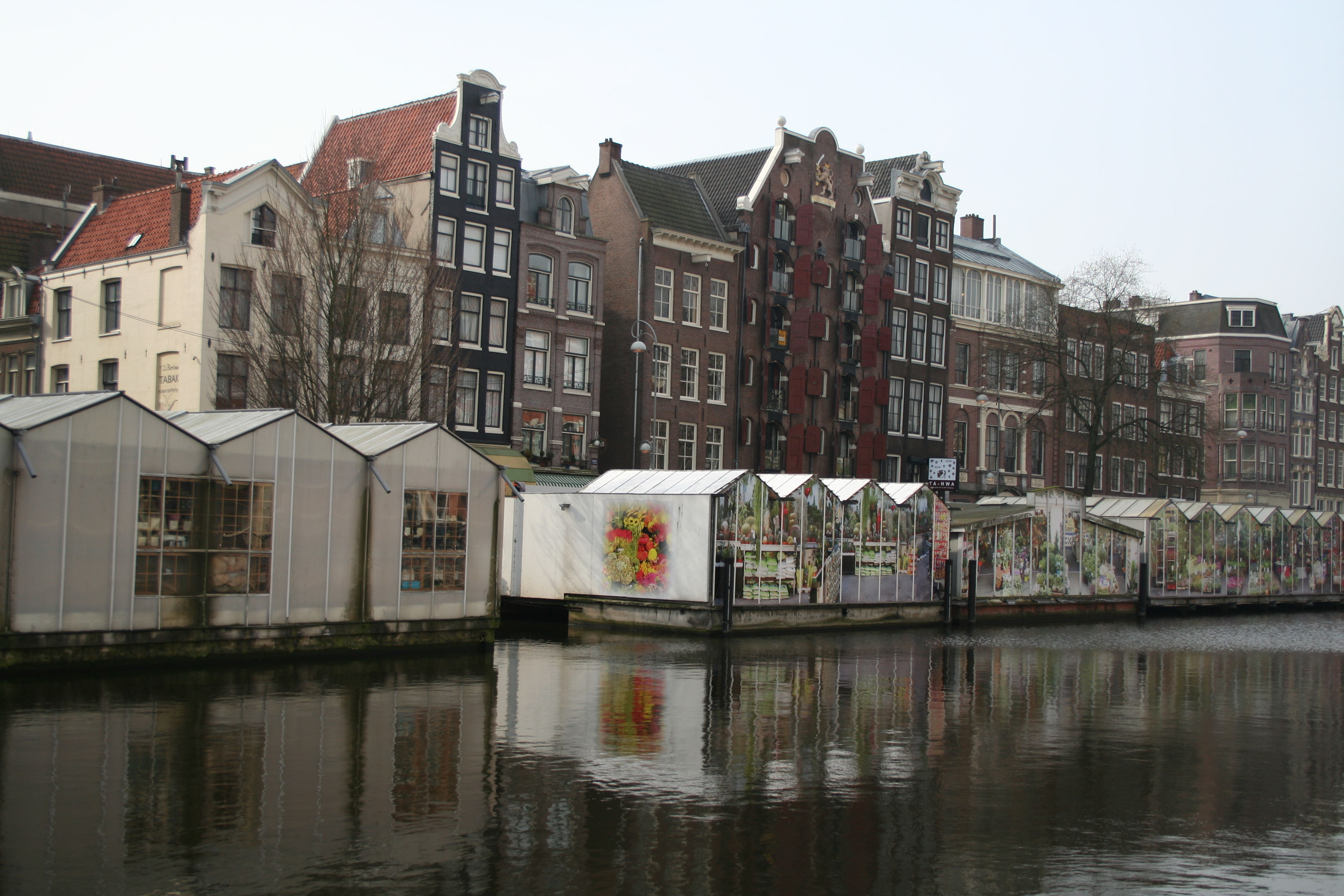
Canalul Singel

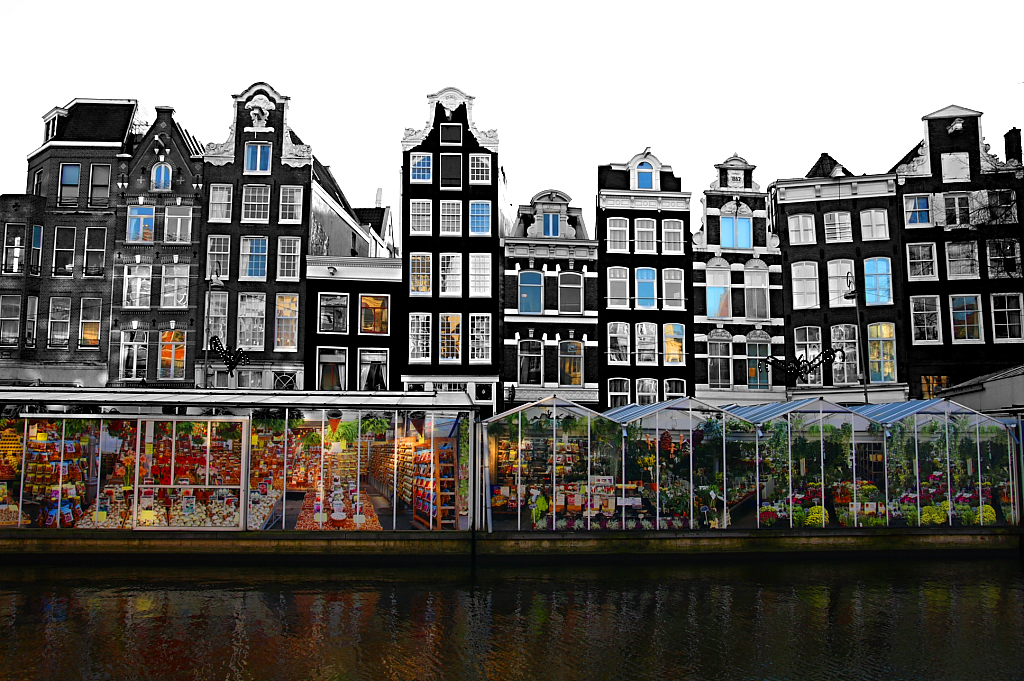
Bloemenmarkt, piața plutitoare de flori de pe Singel

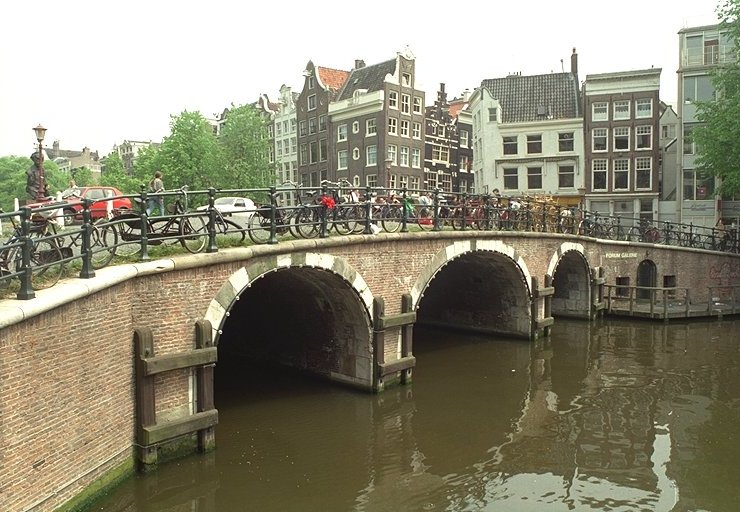
Torensluis

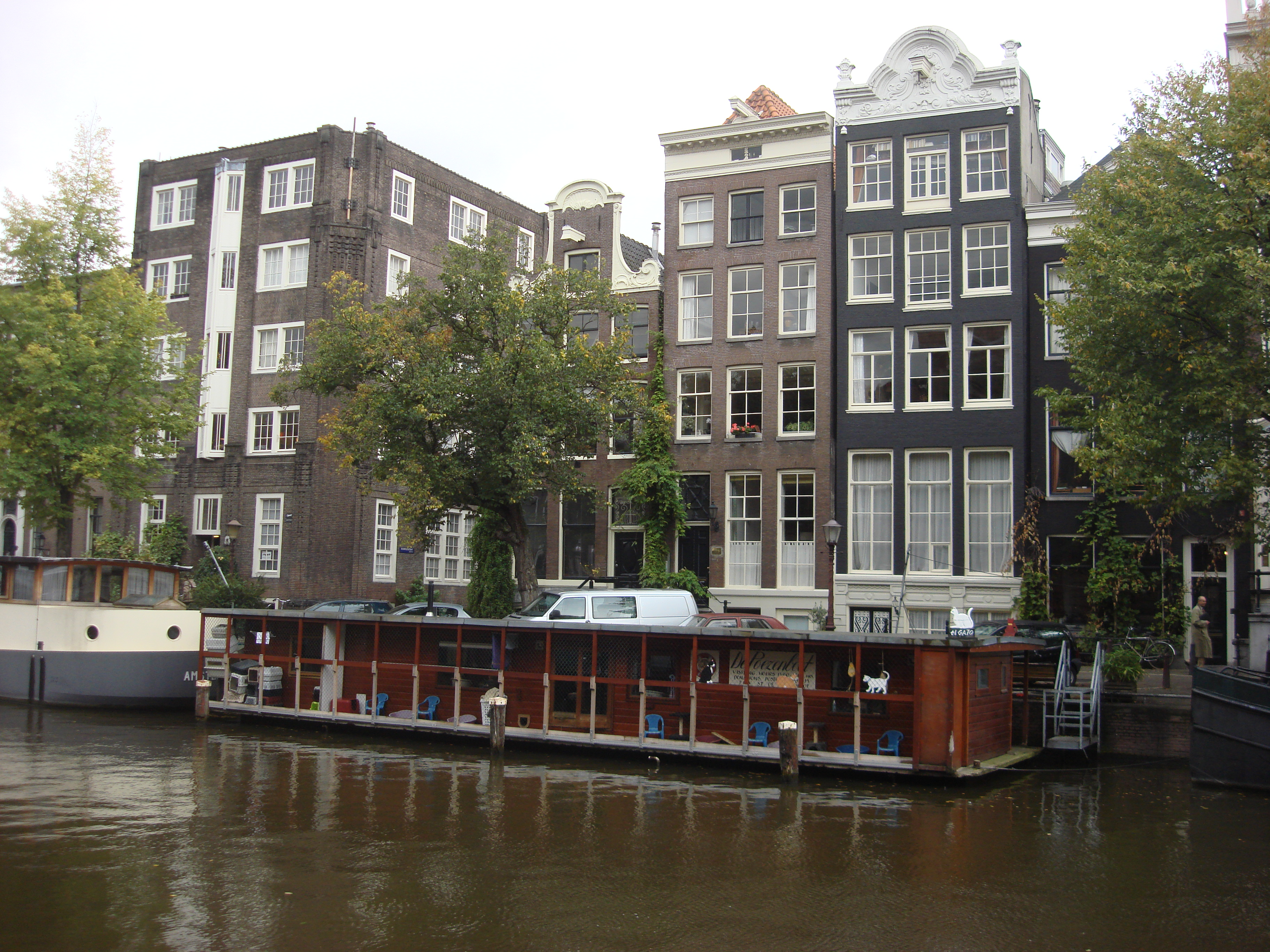
Poezenboot, o celebră casă plutitoare de pe canalul Singel

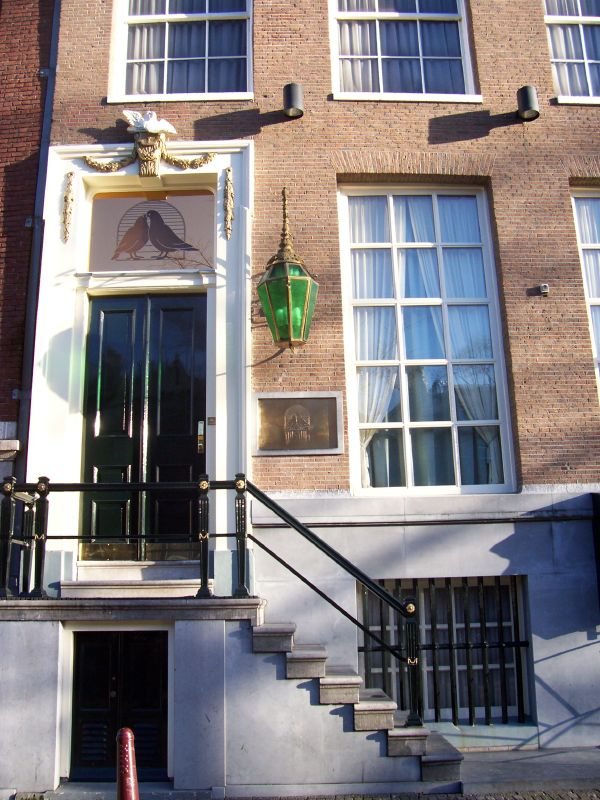
Yab Yum, celebru bordel de pe malul canalului Singel

Singel (anterior: Cingel, literalmente „centură”, „groapă”) – a nu se confunda cu Singelgracht – este un canal (gracht) și o stradă (pe cele două maluri ale canalului) din Amsterdam, care a „taie” în două partea de nord a orașului: el a fost săpat între 1428 și 1450 și este cel mai vechi și mai interior canal din așa-numitul „cerc de canale” (Grachtengordel), care - din cauza „curbei” sale - are o formă de potcoavă. Până la secolul al XV-lea, canalul Singel marca granițele orașului.

## Descriere
Singel marchează limita de est și de sud a Nieuwe Zijde („zona nouă”), limita de sud a Oude Zijde („zona veche”), limita de est a „Cercului canalelor centrale” și limita nordică a „Cercului canalelor de est” sau „Cercul canalelor de sud”). Este situat între Herengracht („Canalul domnilor”) și Spuistraat.
El curge din IJ până în Muntplein (piață în care se află celebrul Muntoren, „turnul monetăriei”), unde se varsă în Amstel și anume în secțiunea numită Binnen Amstel („Amstelul interior”). Este conectat cu Singelgracht prin intermediul Brouwersgracht („canalul berarilor”).
Multe clădiri, mai ales în prima sa parte, au fost inițial magazii pentru depozitarea mărfurilor.
Aproape toate clădirile cu fronton de pe malurile canalului datează din perioada cuprinsă între 1600 și 1650.

## Istoric
Inițial numit Stedegracht („canal orășenesc”), el a fost construit începând din 1428, în cadrul unui proiect de extindere a suprafeței orașului de la 41 la 79 de hectare.
El a fost conceput inițial ca un drum artificial pentru comerț și pentru transportarea mărfurilor și doar mai târziu a devenit o zonă rezidențială.
În 1481 au fost construite ziduri pe partea interioară a canalului.
Canalul și-a pierdut funcția defensivă în 1586, când orașul Amsterdam a construit un dig la Herengracht, pentru a se apăra de atacurile spaniolilor.
Au început de atunci să se construiască locuințe de-a lungul canalului Singel.
La începutul anului 2013 a fost inițiată o dezbatere cu privire la redenumirea canalului Singel cu numele Koningsgracht („Canalul reginei”), în onoarea reginei Beatrix a Țărilor de Jos după abdicarea ei, dar propunerea a fost respinsă.

## Clădiri și puncte de interes de-a lungul canalului
- Bloemenmarkt, ultima piață plutitoare de flori a orașului. Datează din 1682[8] și este situată între  Koningsplein și Muntplein.
- Oude Lutherse Kerk („Biserica luterană veche”), care datează din 1633.
- Torensluis („ecluza turnului”) sau  Torensbrug (lit. „podul turnului”), podul cel mai vechi (datează din 1648) și mai larg al orașului. În apropiere de Torensluis, există o statuie dedicată poetului Multatuli, monument realizat în 1987 de sculptorul Hans Bayens.
- De-a lungul canalului Singel se află, de asemenea, așa-numita Poezenboot  (lit. „barca pisicilor”), o casă plutitoare celebră (woonboot) cunoscută ca fiind „locuită” de către numeroase pisici fără stăpân cărora proprietarul le oferă cazare și masă.[9]
- La numărul 7 se află o casă care, având lățimea de numai un metru, este considerată cea mai îngustă clădire din Amsterdam. Potrivit unora, cu toate acestea, acest record ar fi deținut de o clădire de pe Jeroenensteeg.
- La numărul 11 este Ronde Lutherse Kerk („Biserica luterană circulară”), numită și Koepelkerk („biserica boltită”) sau Nieuwe Lutherse Kerk (”Biserica luterană nouă”), biserică ce a fost construită în 1671 și reconstruită după incendiul care a distrus-o în 1822.
- La numerele 83-85 este Oude Veerhuis De Swaen, o casă din 1652 care-și datorează numele de la un panou reprezentând o lebădă (în neerlandeză:  zwaan, arhaic: swaen), cu referire la numele proprietarului.
- La numărul 116 se află  Huis met de Neuzen  („Casa cu nas”), un edificiu din 1752.[10]
- La numerele 140-142 se află Huis De Dolphijn, „Casa delfinului”, construită după proiectul lui Hendrick de Keyser între 1599-1602.
- La numărul 182 este o altă casă celebră din Amsterdam. Această clădire este cunoscută prin fațada sa foarte înclinată, o particularitate datorată necesității de a economisi spațiu, ca și greutății sale.
- La numărul 295 se află Yab Yum, un celebru bordel al orașului, decorat într-un mod elegant.[11]
- La numărul 446 se află De Krijtberg, o biserică catolică ce datează din 1871.

## Persoane celebre care au locuit aici
- Agnes Block
- Joost van den Vondel, poet